# Металогенія
Металогенія (рос. металлогения, англ. metallogeny, нім. Metallogenese f) — галузь геології, що вивчає закономірності утворення металічних або рудних корисних копалин.
МЕТАЛОГЕНІЧНІ (РУДОКОНТОЛЮЮЧІ) ФАКТОРИ — фактори, що визначають розподілення у часі і просторі рудоносних комплексів, родовищ. Виділяють три групи факторів: тектоно-магматичні, структурно-літологічні, глибини ерозійного зрізу. Крім того, за масштабом дії виділяють: геолого-геофізичні (планетарні), структурно-фаціальні і тектоно-магматичні (великі рудоносні площі), рудоконтролюючі геоморфологічні фактори (середні і локальні рудоносні площі).
- Металогенічні геолого-геофізичні — обумовлюють розвиток планетарних металогенічних поясів. Це рух літосфери, підкіркових магматичних мас, радіоактивний розпад, тектоно-магматичне формування геосинклінальних поясів. Обумовлюють утворення в різних місцях різних типів земної кори.
- Металогенічні глибинності — глибина утворення інтрузивних і пов'язаних з ними рудних комплексів.
- Металогенічні глибини ерозії — вплив ступеня і глибини ерозії на сучасну картину зруденіння.
- Металогенічні структурно-літологічні — структура вмісних порід, розміри, морфологія, внутрішня структура і просторове розташування інтрузивних порід, що вміщають рудні мінерали. Структурні фактори тісно переплітаються з факторами літологічними — сприятливістю окремих горизонтів, в'язкістю або крихкістю гірських порід, тріщинуватістю тощо. Особливо вдалим може виявитися поєднання сприятливих горизонтів зі сприятливими структурами.
- Металогенічні структурно-фаціальні — причини, що обумовлюють виникнення і розвиток осадових та осадово-вулканічних утворень в геосинклінальних прогинах і геоантиклінальних підняттях, крайових і внутрішніх прогинах, які багато в чому визначають формування і будову різних структурних ярусів.
- Металогенічні тектоно-магматичні — особливості прояву магматизму у різні геологічні епохи, тектонічна обстановка прояву магматизму, мінералогічна, геохімічна, металогенічна, петрографічна характеристика магматичних комплексів.